# 宇治みさ子
宇治 みさ子（うじ みさこ、本名：野崎 美咲子、旧姓：田中、1932年5月25日 - 2012年2月27日）は、京都市右京区出身の日本の女優。旧芸名は山中美佐。父は俳優の田中春男。

## 略歴
幼少期はバレエ、ピアノ、日舞を学ぶ。
恵泉女学園高等学校卒業後、1952年4月に子供の頃よりかわいがってくれた渡辺邦男監督の紹介で新東宝に入社。山中美佐の名で『チャッカリ夫人とウッカリ夫人』でデビュー。
東映に移籍した渡辺監督を追うようにして、1953年に東映に移籍し、宇治みさ子の名で時代劇に多く出演。娘役でスターとなる。
1955年に新東宝に復帰した渡辺監督と共に宇治も新東宝に復帰し、時代劇で活躍した。1957年、『姫君剣法 謎の紫頭巾』で初主演。同年、『謎の紫頭巾 姫君花吹雪』『天下の鬼夜叉姫』と次々に主演作が作られる。1958年、『宇治みさ子の緋ぢりめん女大名』、『女剣戟王 宇治みさ子の大暴れ女侠客陣』に主演。タイトルに『宇治みさ子の』と入るほどのスターであった。
同1958年1月13日、第2回日本映画見本市に出席のため、城戸四郎（松竹社長）、白川由美、長谷川裕見子らとともにアメリカ合衆国のニューヨークへ出発。同2月9日、日本に帰国。当時はまだ海外渡航自由化の前で、大変貴重なニューヨーク訪問となった。
1959年、『剣姫千人城』に主演。渡辺監督がやめた新東宝に見切りをつけ、同1959年、大映と本数契約し1961年まで時代劇の脇役として活躍。以後はフリーとなり主にTVで活躍。
1967年、日本テレビのプロデューサー野崎元春と結婚。野崎白芽の名で生け花の小原流家元として活躍。
2012年2月27日午前0時57分、肺炎により神奈川県横浜市青葉区の病院にて死去。79歳没。

## 主な出演

### 映画
- チャッカリ夫人とウッカリ夫人（1952年）
- 日輪（1953年） - 初のカラー映画出演
- 犬神家の謎 悪魔は踊る（1954年）
- 続若君漫遊記 金比羅利生剣（1957年）
- ひばりの三役 競艶雪之丞変化（1957年）
- 姫君剣法 謎の紫頭巾（1957年）
- 謎の紫頭巾 姫君花吹雪
- 天下の鬼夜叉姫
- 宇治みさ子の緋ぢりめん女大名（1958年）
- 女剣戟王 宇治みさ子の大暴れ女侠客陣（1958年）
- 水戸黄門海を渡る（1961年）
- あの橋の畔で（1962年）

### テレビドラマ
- 姿三四郎（1963年） - 君香
- 柔旋風（1965年）
- ライオン奥様劇場・芸者っ子（1965年）
- 桃太郎侍（1967年、NTV）
  - 第9話「絶体絶命」
  - 第10話「虚々実々」
- 大奥（1968年）-おるりの方（九代将軍家重の側室）
- 日本任侠伝 第2話「笹川繁蔵」（1969年、NET）

## 脚註
1. ↑  “宇治みさ子 - 略歴・フィルモグラフィー”. KINENOTE.  キネマ旬報社. 2016年9月21日閲覧。
2. ↑  “元女優・宇治みさ子さん79歳で死去”. スポーツ報知 (報知新聞社). (2012年3月4日).  オリジナルの2012年3月5日時点におけるアーカイブ。 2012年3月4日閲覧。